# سانهوئی
سانهوئی شهری در شهرستان سابسه در استان بام در بورکینافاسوی شمالی است و جمعیت آن ۷۳۸ نفر است.